# Mycena detrusa
Mycena detrusa är en svampart som beskrevs av Maas Geest. & E. Horak 1995. Mycena detrusa ingår i släktet Mycena och familjen Mycenaceae.   Inga underarter finns listade i Catalogue of Life.